# Augustin Louis Cauchy
Augustin Louis Cauchy, född 21 augusti 1789 i Paris, död 23 maj 1857 i Sceaux, var en fransk matematiker. Han påbörjade projektet med att formulera och bevisa satserna inom matematisk analys på ett rigoröst sätt, och formulerade den gränsvärdesdefinition som fortfarande används. Han gav även flera viktiga satser inom komplex analys, påbörjade studiet av permutationsgrupper, och var även verksam inom bland annat oändliga serier, partiella differentialekvationer och algebra.

## Utbildning och karriär
Cauchy väckte redan som pojke uppmärksamhet genom sina rika matematiska anlag; den tidens främste matematiker Lagrange sades ha förutsagt Cauchys kommande storhet. Efter att ha studerat vid polytekniska skolan och École nationale des ponts et chaussées var Cauchy några år ingenjör i Cherbourg, men ägnade sig därpå helt och hållet åt vetenskapliga studier. Redan 1816 blev han medlem av Institut de France efter Monge. Han verkade i Paris som professor vid polytekniska skolan och vid Sorbonne, men då han efter julirevolutionen 1830 vägrade att avlägga trohetsed åt den nya styrelsen blev han berövad sina befattningar och följde bourbonerna i landsflykt, under vilken han var lärare för greven av Chambord. 
Vid återkomsten till Paris 1838 valdes han till medlem av Bureau des longitudes, men regeringen vägrade att stadfästa valet. Efter februarirevolutionen 1848 blev han åter professor vid Sorbonne, och då Napoleon III efter andra kejsardömets upprättande 1852 inte krävde någon trohetsed av honom, kunde Cauchy fortsätta sitt arbete i lugn och ro under resten av sina levnadsdagar. Han var ledamot av Franska vetenskapsakademien från 1816 och invaldes 1831 som utländsk ledamot av Kungliga Vetenskapsakademien. Hans namn tillhör de 72 som är ingraverade på Eiffeltornet.

## Matematik

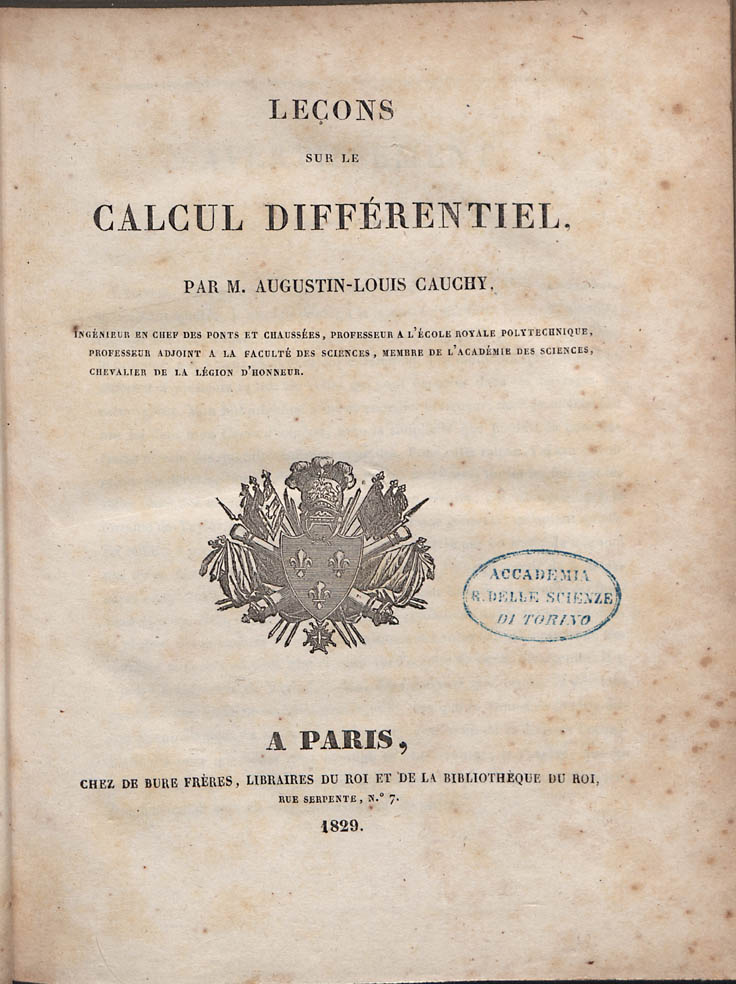
Leçons sur le calcul différentiel, 1829

Cauchys verksamhet omfattade hela det matematiska området, överallt frambringade hans snille nya resultat och öppnade nya vägar, granskade kritiskt och ordnade en föregående tids arbeten samt lade genom detta en säker grundval för vidare forskningar. Inom algebran utvecklade Cauchy teorin för de imaginära kvantiteterna, framställde ett bevis för att varje algebraisk likhet har en rot och angav en metod att bestämma antalet rötter, som ligger inom en sluten kontur. Vidare fullkomnade han teorin för de symmetriska funktionerna samt skapade substitutionsteorin. Av stort intresse var även hans arbeten i talteori samt över antalet värden, som en funktion kan anta, då man på alla möjliga sätt utbyter de däri ingående bokstäverna. 
Särskilt betydelsefulla var hans arbeten över serier och följder. Det var nämligen Cauchy, som i sin Cours d'analyse 1821 först klart framhöll betydelsen av en series konvergens och uppställde konvergenskriterier samt därigenom möjliggjorde en sträng och säker behandling av dithörande frågor. En viktig egenskap hos följder är uppkallad efter honom, se Cauchy-följd.
Epokgörande blev hans arbeten över definita integraler, genom att han införde imaginära kvantiteter i denna teori. Den bildar kärnpunkten i den cauchyska funktionsteorin och gav förklaringar till många av funktionsteorins mest fördolda hemligheter. Bland de många användningar Cauchy själv gjorde av sin därur härledda "calcul des résidus" (residykalkyl) kan nämnas framställningen av antalet rötter till en algebraisk eller transcendent likhet såsom en definit integral samt en liknande framställning av roten själv eller en godtycklig funktion därav. Vidare framställningen av en funktion som en definit integral längs begränsningen av det betraktade området, en form, varur lätt erhålls Taylors, Lagranges och Fouriers serieutvecklingar liksom en mängd viktiga satser ur teorin för entydiga funktioner. 
Lika betydelsefulla var hans arbeten över vanliga och partiella differentialekvationer. Sålunda var Cauchy den förste, som bevisade existensen av integralerna till ett system av differentialekvationer, såväl vanliga som partiella. Den bevismetod han därvid använde, "le calcul des limites", kan anses vara en av hans främsta upptäckter. En ny metod att integrera partiella differentialekvationer av första ordningen härrör likaledes från honom.

## Astronomi och fysik
Även inom astronomi och den matematiska fysiken utförde Cauchy betydande arbeten. Så gav han med sin "calcul des résidus" en ny utveckling av störingsfunktionen inom den celesta mekaniken. Vidare lade han grunden till elasticitetsläran genom sin teori för oändligt små deformationer av en kropp och för tryckfördelningen inom densamma. Synnerligen viktiga var hans arbeten över ljusets brytning och polarisation, varvid han för första gången framställde en relation mellan brytningsindex och våglängd. 

## Produktion
Som ett bevis på Cauchys stora produktivitet kan nämnas, att antalet av hans i åtskilliga tidskrifter publicerade avhandlingar och smärre uppsatser uppgick till över 700, förutom två av honom publicerade större serier av avhandlingar och flera större arbeten över analyser och dess användning inom geometri.